# Blechnum longipilosum
Blechnum longipilosum är en kambräkenväxtart som beskrevs av V.A.O.Dittrich och Salino. Blechnum longipilosum ingår i släktet Blechnum och familjen Blechnaceae. Inga underarter finns listade.